# NGC 6277
NGC 6277 — звезда в созвездии Геркулес.
Этот объект входит в число перечисленных в оригинальной редакции «Нового общего каталога».